# قوانين السيفارديم وأعرافهم

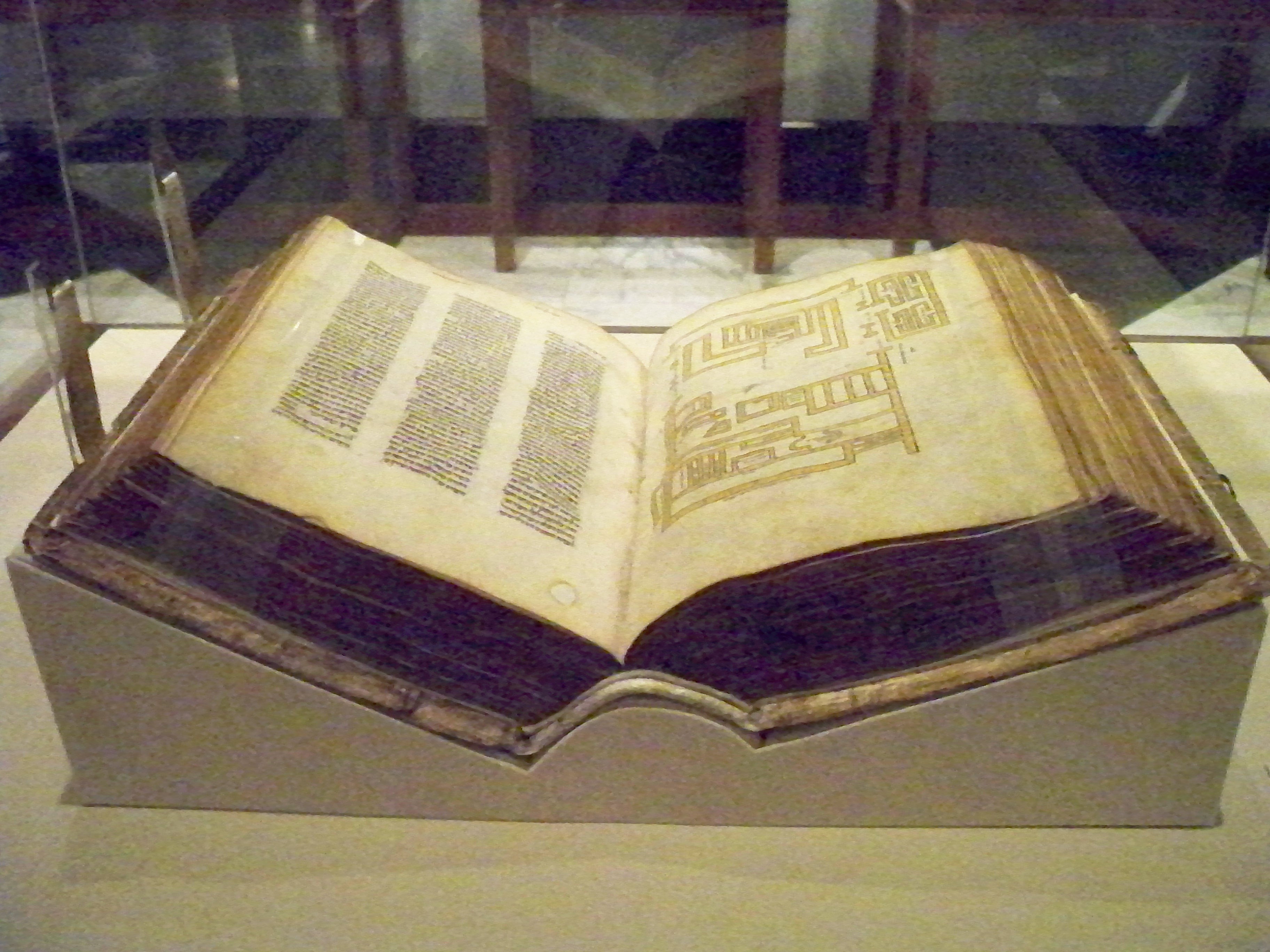

السفارديم هي ممارسة اليهودية من قبل معتنقيها وهم من أحفاد الجالية اليهودية التاريخية في شبه الجزيرة الأيبيرية. تشمل ديانة «السفارديم» أيضًا اليهود الشرقيين، الذين يتبع العديد منهم نفس تقاليد العبادة ولكن لديهم تقاليد عرقية وثقافية مختلفة. طقوس السفاردي ليست طائفيه مثل تقاليد العبادة الأرثوذكسية والإصلاحية وغيرها من طقوس الأشكناز. وهكذا فإن السفارديم يشكلون مجتمعًا ذا تقاليد ثقافية وقانونية وفلسفية متميزة.
السفارديم هم في المقام الأول من نسل اليهود من شبه الجزيرة الايبيرية. وهم من العائلات الذين تم نفيهم عام 1492 واللذين بقوا في إسبانيا كيهود غير معروفين، وهربوا في القرون القليلة التالية.
ويتوسع نطاق ديانة السفارديم ليشمل جميع اليهود من أصول عثمانية أو اصول آسيوية أو المنتمون إلى شمال أفريقيا، سواء كان لديهم أي ارتباط تاريخي بإسبانيا أم لا، على الرغم من أن البعض يفضل التمييز بين اليهود السفارديم الحقيقيون والمزراعيون (اليهود الشرقيين). ليست هناك حاجة للتمييز بين اليهود السفارديين الإيبريين واليهود الشرقيين، لأن ممارساتهم الدينية متشابهة في الأساس: سواء كانوا «يهودًا إسبانًا» أم لا، فهم جميعًا «يهود الطقوس الإسبانية». هناك ثلاثة أسباب لهذا التقارب، والتي يتم استكشافها بمزيد من التفصيل أدناه:
تتبع كلتا المجموعتين القانون اليهودي العام دون تلك العادات الخاصة بتقليد الأشكناز.
كانت الطقوس الإسبانية فرعًا من العائلة البابلية العربية من الطقوس اليهودية واحتفظت بشبه عائلي مع الطقوس الأخرى لتلك العائلة.
لعب اليهود الإسبان بعد نفيهم دورًا قياديًا في المجتمعات اليهودية في آسيا وإفريقيا، الذين قاموا بتعديل طقوسهم لجعلهم أقرب إلى الطقوس الإسبانية، التي كانت تعتبر في ذلك الوقت هي المعيار.
يقوم القانون اليهودي على التوراة كما يفسرها ويكملها التلمود، ويعود تاريخ التلمود البابلي في شكله النهائي إلى العصر الساساني وكان نتاج عدد من الكليات في بابل.

## الفترة الجيونية
استمرت سورا وبومبيديتا وهي الكليات الرئيسية حتى اعتراف الخلفاء العباسيون برؤسائهم، المعروفين باسم جونيم واكزيلارش وذلك بالعهد الإسلامي وتم اعتبارهم السلطة العليا على يهود العالم العربي وقد  قدمت جيونيم التي إتسمت بالسلطة العليا كما ذكر أعلاه إجابات للأسئلة المطروحة بما يتعلق بالقانون اليهودي على مستوى العالم ككل وقد نُشرت في مجموعات ريسبونسيا علاوة على نشر المؤلفات التي تتعلق بذلك مثل كتيب هالاشوت بيسوكوت للكاتب يهوداي غاون وكتيب هالاشوت جدولوت للكاتب سمعان كيارا.

## إسبانيا
تم نقل علم الجيونيم إلى اسبانيا من خلال علماء القيروان، ولا سيما شانانيل بن شوشييل ونسيم غاون ، حيث استخدمه إسحاق الفاسي في كتابه Sefer ha-Halachot (قانون الشريعة اليهودية)، والذي اتخذ شكل التلمود في كتابه من حيث الشكل والإيجاز، وهو أيضا الشكل الاساسي لتوراة عيسى بن ميمون.وكانت من سمات المدارس التونسية والاسبانية انها اخذت بالاستفادة من التلمود كما فعلت اللمدارس البابلية.
كانت التطورات في فرنسا وألمانيا مختلفة بعض الشيء. لقد احترموا أيضًا أحكام الجونيم، ولكن لديهم أيضًا عادات محلية قوية خاصة بهم وقد بذل Tosafists قصارى جهدهم لشرح التلمود بطريقة تتفق مع هذه العادات. نشأت نظرية مفادها أن العرف يتفوق على القانون (انظر Minhag): كان لهذا بعض الدعم التلمودي، لكنه لم يكن بارزًا في البلدان العربية كما كان في أوروبا. كتب خاصة عن العرف الأشكناز، على سبيل المثال كتبها يعقوب مولين. ساهم دليل التوبة الخاص بـ Eleazar of Worms في حالات أخرى من عادات الأشكناز وبعض القيود الإضافية التي تمت صياغتها في كتاب Jacob Weil's Sefer Sheḥitot u-Bed
وقد تم أخذ علم Tosafists في اسبانيا رجوعا إلى عادات الأشكناز دونا عن ادبهم من قبل Asher ben Yeḥiel وهو عالم ألماني وقد أصبح الحاخام الرئيسي في توليدو وقد أصبح أيضا ثالث السلطات الإسبانية الكبرى بعد الفاسي وابن ميمون ومؤلف Hilchot ha-Rosh - وهو عبارة عن شرح تلمودي مفصل، وقد كان أربعاء توريم السيرة الذاتية الأكثر شهرة، كتبها ابنه يعقوب بن آشر، رغم أنه لم يتفق مع والده في جميع النقاط.
تم استخدام Tosafot أيضًا من قبل علماء المدرسة الكاتالونية، مثل Nahmanides و Solomon ben Adret ، الذين اشتهروا أيضًا باهتمامهم بالكابالا.
وفي حقبة معينة تم تقسيم إسبانيا إلى مدارس: في كاتالونيا، تم قبول أحكام نحمانيديس وبن أدريت، وفي قشتالة أحكام عائلة آشر وفي فالنسيا أحكام موسى بن ميمون. (كما تم قبول أحكام موسى بن ميمون في معظم العالم العربي، وخاصة اليمن ومصر وأرض إسرائيل).

## ما بعد النفي
بعد نفي اليهود من إسبانيا، قام جوزيف كارو بعدما استشار معظم السلطات المتاحة له بتدوين القانون اليهودي في كتابه Bet Yosef ، الذي قام بشكل عملي ومختصرعلى انتقاد Arba'ah Turim ، و Shulḥan Aruch . لكنه توصل عمومًا إلى قرار عملي باتباع الأغلبية بين السلطات الإسبانية الثلاث الكبرى، الفاسي، موسى بن ميمون وآشر بن يئيل، ما لم تكن معظم السلطات الأخرى ضدهم. لم يكن يقصد استبعاد السلطات غير السفاردية، لكنه اعتبر أن مدرسة الأشكنازي، بقدر ما كان لديها أي شيء تساهم به في القانون اليهودي العام مقابل العرف الأشكنازي البحت قد تم تمثيلها بشكل كاف من قبل آشر. ومع ذلك، بما أن الفاسي وموسى بن ميمون يتفقان بشكل عام، فإن النتيجة الإجمالية كانت الأغلبية الكبرى من السفارديين، على الرغم من أنه في عدد من الحالات وضع كارو نتيجة هذا الإجماع جانبًا وحكم لصالح المدرسة الكاتالونية (نحمانيدس وسليمان بن أدريت)، الذين كانت آرائهم من أصول اشكنازية.
اما الآن السفارديم قبلت بيت يوسف كسلطة رائدة في القانون اليهودي، بعد ان خضعت لتغيرات طفيفة مستمدة من أحكام الحاخامات اللاحقة المقبولة في مجتمعات معينة.
بينما اعترف الحاخام البولندي موسى إيسرلس بمزايا Shulḥan Aruch ، الا انه شعر بعدم انصافه لعلم وممارسة الأشكناز. وبناءً على ذلك، قام بتأليف سلسلة من المصطلحات التي توضح جميع النواحي التي تختلف فيها ممارسة الأشكنازي، ويتم قبول العمل المركب اليوم باعتباره العمل الرائد في أشكنازي هالاشاه. شعر إيزيرليس بحرية الاختلاف عن كارو في نقاط معينة من القانون، لكنه من حيث المبدأ قبل وجهة نظر كارو بأن ممارسة السفارديم المنصوص عليها في شولان أروخ تمثل القانون اليهودي القياسي بينما ممارسة الأشكنازي هي في الأساس عادة محلية.
حتى الآن، لا معنى للحديث عن «العادات السفاردية»: كل ما يقصده هو القانون اليهودي بدون عادات الأشكناز الخاصة. لهذا السبب، فإن القانون الذي قبلته المجتمعات الأخرى غير الأشكناز، مثل اليهود الإيطاليين واليمنيين، يشبه في الأساس قانون السفارديم. هناك بالطبع عادات خاصة ببلدان أو مجتمعات معينة داخل العالم السفاردي، مثل سوريا والمغرب.
نشأت مجموعة مهمة من العادات في الدائرة الكابالية لإسحاق لوريا وأتباعه في صفد، وانتشر العديد منها في المجتمعات في جميع أنحاء العالم السفاردي: تتم مناقشة هذا بشكل أكبر في قسم الليتورجيا أدناه. في بعض الحالات، يتم قبولهم من قبل اليهود السفارديم واليهود الشرقيين اليونانيين والأتراك ولكن ليس من قبل المجتمعات الغربية مثل اليهود الإسبان والبرتغاليين.
هذه عادات بالمعنى الحقيقي: في قائمة الاستخدامات أدناه تتميز بعلامة L.

## الليتورجيا
يؤكد بعض العلماء أن اليهود الأشكناز هم ورثة التقاليد الدينية للأكاديميات اليهودية البابلية العظيمة، وأن اليهود السفارديم هم من نسل أولئك الذين اتبعوا في الأصل التقاليد الدينية اليهودية أو الجليلانية. الا انه يوجد علماء اخرون مثل Zunz يؤكدون العكس تمامًا. لوضع الأمر في منظوره الصحيح، يجب التأكيد على أن جميع الليتورجيات اليهودية المستخدمة في العالم اليوم هي في جوهرها بابلي، مع عدد قليل من الاستخدامات الفلسطينية التي نجت من عملية التوحيد تلك الموجودة في قائمة الاختلافات التي وجدت في وقت Geonim ، فإن معظم الاستخدامات المسجلة على أنها فلسطينية قد عفا عليها الزمن الآن. (في قائمة الاستخدامات أدناه، يتم تمييز الاستخدامات السفاردية الموروثة من فلسطين بعلامة P ، والحالات التي يتوافق فيها استخدام السفارديم مع اللغة البابلية بينما استخدام الأشكناز الفلسطيني تم وضع علامة B لتمييزه)
بحلول القرن الثاني عشر بعدما قدم القادة البابليون جهودا كبيره أمثال غاون وبيركوي بن بابوي مجتمعات فلسطين، ومجتمعات الشتات مثل القيروان التي اتبعت تاريخيًا الأعراف الفلسطينية والأحكام البابلية في معظم النواحي، وتم قبول السلطة البابلية من قبل اليهود في جميع أنحاء الدول التي تتحدث العربية.
وقد شملت المحاولات لتوحيد الليتورجيا ترتيبا زمنيا حتآ يتم الحفاظ عليها كالتالي: محاولات عمرام غاون، سعدية غاون، شلوموه بن ناتان من سجلماسة (في المغرب) وابن ميمون. كل هذه كانت تستند إلى الأحكام القانونية للجيونيم لكنها تظهر تطورًا ملحوظًا نحو النص السفاردي الحالي. ومن المحتمل أن تكون الليتورجيا المستخدمة في إسبانيا القوطية تنتمي إلى عائلة أوروبية متأثرة بالفلسطينيين، جنبًا إلى جنب مع الإيطاليين والبروفنسال، وكذلك الطقوس الفرنسية والأشكنازية القديمة، ولكن نظرًا لعدم بقاء أي أثر للطقوس من العصر التابع للقوط الغربيين. والتي أكدتها الإشارات في الأطروحات اللاحقة مثل Sefer ha-Manhig بواسطة الحاخام Abraham ben Nathan ha-Yarḥi، يبدو أنه حتى في ذلك الوقت المتأخر حافظت الطقوس الإسبانية على بعض الخصائص الأوروبية التي تم إلغاؤها منذ ذلك الحين من أجل التوافق لأحكام الجونيم والنصوص الرسمية المبنية عليها. (على العكس من ذلك، يبدو أن النسخ الباقية من تلك النصوص، ولا سيما تلك الخاصة بعمرام غاون، قد تم تعديلها لتعكس بعض الاستخدامات الإسبانية والمحلية الأخرى.) ولذلك ينبغي اعتبار الليتورجيا السفاردية الحالية نتاج التقارب التدريجي بين الطقوس المحلية الأصلية والفرع الشمالي الأفريقي من الأسرة البابلية العربية كما كانت سائدة في العصور الجيونية في مصر والمغرب.
بعدها قد تم التعليق على الليتورجيا الإسبانية على وجه التحديد من قبل ديفيد أبو درهم، الذي كان معنيًا بضمان التوافق مع أحكام الهالاخاه، كما فهمته السلطات. على الرغم من هذا التقارب، كانت هناك اختلافات بين طقوس أجزاء مختلفة من شبه الجزيرة الأيبيرية: على سبيل المثال، كانت طقوس لشبونة والكتالونية مختلفة إلى حد ما عن الطقوس القشتالية، التي شكلت أساس التقاليد السفاردية اللاحقة. كان الطقس الكاتالوني متوسطًا بين طقوس قشتالة وطقس بروفانس: صنف ههام غاستر طقوس وهران وتونس في هذه المجموعة.
ما بعد النفي
بعد نفيهم من إسبانيا، أخذ السفارديم معهم طقوسهم الدينية إلى بلدان في جميع أنحاء العالم العربي والعثماني، حيث تولوا مناصب القيادة الحاخامية والطائفية فيها بعدما شكلوا مجتمعاتهم الخاصة، وغالبًا ما حافظوا على الاختلافات بناءً على أماكنهم الأصلية في شبه الجزيرة الأيبيرية.
في سالونيكا، على سبيل المثال، كان هناك أكثر من عشرين معبدًا يهوديًا، كل منها يستخدم طقوس منطقة مختلفة في إسبانيا أو البرتغال (بالإضافة إلى كنيسة رومانية واحدة وكنيسة أشكنازية واحدة).
في عملية استمرت من القرن السادس عشر حتى القرن التاسع عشر، قامت المجتمعات اليهودية الأصلية في معظم الدول العربية والعثمانية بتكييف طقوسهم الموجودة مسبقًا، والتي كان للعديد منها بالفعل تشابه عائلي مع السفارديم، لاتباع الطقوس الإسبانية في العديد من النواحي بقدر الإمكان.
ومن اسباب ذلك:
كان المنفيون الإسبان يُعتبرون من النخبة وقد زودوا العديد من كبار الحاخامات بالدعم في الدول التي استقروا فيها، بحيث تميل الطقوس الإسبانية إلى أن تكون مفضلة على أي طقوس أصلية سابقة؛
كان اختراع الطباعة يعني أن سيدوريم طُبع بكميات كبيرة خاصة في إيطاليا، لذلك كان على لراغببين في الكتب عمومًا أن يختاروا نصًا قياسيًا «سفارديًا» أو «أشكنازي»: أدى هذا إلى تقادم العديد من الطقوس المحلية التاريخية وكان ذلك على مستوى الصياغة التفصيلية، على سبيل المثال إدخال أو حذف بعض المقاطع الإضافية، اما من الناحية الهيكلية، فإن جميع طقوس السفارديم متشابهة جدًا.

## أمثلة على استخدامات السفارديم
العرف السفاردي مشتق من Lurianic Kabbalah (بعضها مقبول من قبل اليونانيين والاتراك السفارديم واليهود الشرقيين ولكن ليس من قبل المجتمعات الغربية مثل اليهود الإسبان والبرتغاليين)
كان الاستخدام السفاردي من فلسطين بينما كان الأشكناز بابليًا
B العرف السفاردي مطابق للبابلي بينما الأشكناز فلسطيني
السفارديم لا يلبسون التيفلين خلال هالمؤيد (منتصف أيام الأعياد).
*التيفيلين (هما صندوقان جلديان صغيران يحتويان على آيات من التوراة . يتم ارتداؤها على الرأس وعلى ذراع واحدة وتوضع في مكانها من قبل الأشرطة الجلدية. وعادة ما يرتدي الرجال والفتيان الذين كانوا يرتدون ملابس بار ميتزفه التيفيلين أثناء صلاة الصباح. لا ترتدي النساء عادةً التيفلين، رغم أن هذه الممارسة تتغير.)
يقومون بلف حزام تيفلين واحد على الذراع والراس بدلا من استخدام اثنتان.
يقومون بلف حزام التيفيلين بعكس اتجاه عقارب الساعة (لشخص أعسر). شكل العقدة يختلف عندما تربط حول اليد عن شكل الأشكناز.
يتم وضع Mezuzot بشكل طولي، باستثناء اليهود الإسبان والبرتغاليين في الدول الغربية.
يتم ربط ال tzitzit على شكل حلقات متعرجة، ونمط اللفات بين العقد هو إما 10-5-6-5 (في بعض المجتمعات) أو 7-8-11-13 (في البعض الآخر، لكل Shulḥan).
يختلف العرف في مخطوطات التوراة عن العرف في الأشكناز في ذكر طريقة ارتداء التيفلين.
في العديد من الصلوات، يحافظون على أنماط النطق ك Mishnaic ولم يغيروها في الغالب لتتوافق مع قواعد اللغة العبرية التوراتية ومن الأمثلة عليها «النقديشة» «ه-جيفن» (وليس «هافن»).
في صلاتهم الثانية قبل ان تبدأ ترانيم (الشيما) يرتلون "Ahavat `Olam"في جميع صلواتهم
في أشهر الصيف يستخدمون عبارة مريد هال في صلاتهم الثانية.
تبدأ صلاتهم الصباحية بترنيمة «نقديشة ونعرياخ»، وتبدأ ترنيمة المصاف (الصلاة الإضافية ليوم السبت والأعياد) ب"Keter Yitenu L'kha".
توجد صلوات منفصلة لكل من الصيفي والشتاء مثل «صلاة هاشانم».
لا توجد ترنيمة خاصة لوقت العصر في أي يوم باستثناء يوم كيبور يتلون ترنيمة ه-كوهانيم (يتلونها أشكناز أيضًا في فترة بعد الظهر من أيام الصيام).
آخرترنيمة هي «سيم شالوم» (وليس «شالوم راف») فتتلى في جميع الصلوات.
يسمح لهم بالجلوس في صلاة قديش.
في العديد من المجتمعات (معظمها مزراحي وليس سفارديًا) يتم الاحتفاظ بلفافة التوراة في (صندوق خشبي أو معدني) بدلاً من القماشة المخملية.
يضعون المصلين لفائف التوراة ويقدمونها قبل قراءة التوراة وليس بعدها.
ويرى معظم السفارديم أنه يجوز أكل الكيتنيوت (حبوب وبذور كالأرز أو الفول) في عيد الفصح.
السفارديم يذكرون اسم الرب فقط على الكأس الأول والثالث من نبيذ عيد الفصح .
يتم ترتيب العناصر الموجودة على طبق Seder بترتيب سداسي ثابت (باستثناء اليهود الإسبان والبرتغاليين: هذا الاستخدام شائع بشكل متزايد بين الأشكناز).
السفارديم ريشونيم (علماء العصور الوسطى) يرفضون عادات تشليخ وكباروت ، على الرغم من اعطيت من قبل المدرسة اللوريانية لكن لا يزال اليهود الإسبان والبرتغاليون لا يتقبلونها.
تضاء مجموعة واحدة فقط من مصابيح هانوكا في كل منزل.
تعتبر قوانين الشيعة من بعض النواحي أكثر صرامة وفي نواحٍ أخرى أقل صرامة من تلك الخاصة بالأشكناز (تحاول سلطات الكشروت الحديثة ضمان أن جميع اللحوم تتوافق مع كلا المعيارين).
يتجنب العديد من السفارديم تناول السمك مع الحليب، كما هو الحال في دول شرق البحر الأبيض المتوسط، يعتبر هذا على نطاق واسع غير صحي (من قبل غير اليهود وكذلك اليهود). يجادل أشكناز بأن هذه الممارسة نشأت عن خطأ في بيت يوسف، وأن المنع يتعلق حقًا بأكل السمك مع اللحم.

## بيبلوجرافيا

### أعمال رابينية

#### هلاتشا
- داود ابودرهم، Sefer Abudirham
- يوسف كارو، Shulḥan Aruch (innumerable editions)
- Ḥayim, Joseph, Ben Ish Ḥai, tr. Hiley (4 vols.): Jerusalem 1993 (ردمك 1-58330-160-7)
- Sofer, Ḥayim, Kaf ha-Ḥayim
- Rakaḥ, Yaakob, Shulḥan Leḥem ha-Panim (6 vols., ed. Levi Nahum), Jerusalem
- Jacobson, B. S., Netiv Binah: Tel Aviv 1968
- Dayan Toledano, Pinchas, Fountain of Blessings, a Code of Jewish Law, mekor bracha: London 1989, Jerusalem 2009 (edited and expanded to 4 volumes).
- Toledano, E., and Choueka, S., Gateway to Halachah (2 vols.): Lakewood and New York 1988–9. (ردمك 0-935063-56-0)
- Yitzhak, Hertzel Hillel, Tzel HeHarim: Tzitzit: New York, Feldheim Publishers 2006. (ردمك 1-58330-292-1)
- HaLevi, Ḥayim David, Mekor Ḥayim haShalem, a comprehensive code of Jewish law
  - Kitzur Shulḥan Arukh Mekor Ḥayim, a digest of the above code
- عوفاديا يوسف، Ḥazon Obadiah, Yabbia Omer and Yeḥavveh Da'at, جواب شرعي
- اسحق يوسف  [لغات أخرى]‏, Yalkut Yosef, codifying rulings of Ovadia Yosef
- Yosef, David, Torat Ha-Mo'adim (rules about the أعياد يهوديةs)
- Yosef, David, Halachah Berurah, another codification of Rabbi Ovadia Yosef's rulings

#### كابلا
- Vital, Ḥayim, Sha'ar ha-Kavvanot (vol. 8 of the 15 volume collected writings)
- anon., Ḥemdat Yamim
- Algazi, Yisrael, Shalme Tsibbur and Shalme Ḥagigah

#### الأعراف المحلية
- Mueller, J., Ḥilluf Minhagim she-bein Benei Bavel u-Venei Eretz Yisrael: 1878
- Lewin, B. M., Otzar Ḥilluf Minhagim: Thesaurus of Halachic Differences between the Palestinian and Babylonian Schools: Jerusalem 1942
- Gaguine, Shem Tob, Keter Shem Tob, 7 vols. (Spanish and Portuguese and comparative): vols. 1-2, vol. 3, vol. 6, vol. 7
- Ben Ya'akov, Abraham, Minhage Yahadut Bavel ba-dorot ha-aḥaronim (Iraq)
- Ades, Abraham, Derech Ere"ts: Bene Berak 1990 (Aleppo)
- Ben Shimon, Refael Aharon, Nehar Mitzrayim (Egypt): vol. 1, vol. 2
- Hacohen, Mosheh, Berit Kehunah, 1941 (Jerba)
- Messas, Yosef, Mayim Ḥayim (Morocco)
- Toledano, Shelomo, Divre Shalom ve-Emet: Pisqe Ḥachme Marocco (Morocco)
- Bitton, Eliyahu, Netivot ha-Ma'arav (Morocco)

### أدبيات ثانوية
- مارك د. ميسيل، Voices in Exile: A Study in Sephardic Intellectual History: New York 1991
- R. Chouraqui. "The Leadership and Traditions of the Sephardi Sages in the Modern Era." Conversations 1.7 (2010): n. pag. Web. <http://www.jewishideas.org/articles/leadership-and-traditions-sephardi-sages-modern-era>.
- Dobrinsky, Herbert C., A treasury of Sephardic laws and customs : the ritual practices of Syrian, Moroccan, Judeo-Spanish and Spanish and Portuguese Jews of North America. Revised ed. Hoboken, N.J.: KTAV; New York, N.Y.: Yeshiva Univ. Press, 1988. (ردمك 0-88125-031-7)
- لويس غينزبرغ، Geonica: New York 1909
- Goldschmidt, Meḥqare Tefillah u-Fiyyut (On Jewish Liturgy): Jerusalem 1978
- Lavie, Smadar. Wrapped in the Flag of Israel: Mizrahi Single Mothers and Bureaucratic Torture. Lincoln: University of Nebraska Press, 2018.[2] (ردمك 978-1-4962-0554-4)
- Mauroof, Joshua, Rabbi. "Sephardic Tradition - The Judaism of the Future." University of Maryland. 28 Mar. 2013. Lecture. <https://www.youtube.com/watch?v=WG10ZhFN4tM>.
- Reif, Stefan, Judaism and Hebrew Prayer: Cambridge 1993. Hardback (ردمك 978-0-521-44087-5), (ردمك 0-521-44087-4); Paperback (ردمك 978-0-521-48341-4), (ردمك 0-521-48341-7)
- Reif, Stefan, Problems with Prayers: Berlin and New York 2006 (ردمك 978-3-11-019091-5), (ردمك 3-11-019091-5)
- Wieder, Naphtali, The Formation of Jewish Liturgy: In the East and the West
- Zimmels, Ashkenazim and Sephardim: their Relations, Differences, and Problems As Reflected in the Rabbinical Responsa : London 1958 (since reprinted). (ردمك 0-88125-491-6)

## روابط خارجية
- Sephardim
- Sephardic Siddurim
- Sephardic Pizmonim Project
- Sephardic Passover Customs
- A Modern Reconstruction of the Ari's Siddur